# Орден Дома Османов
Орден Дома Османов (тур. Hanedan-ı Âli Osman Nişanı) — почётная награда, учреждённая султаном Абдул-Хамидом II 31 августа 1893 года. Первоначально вручался только членам османской династии (известно около 16 награждений). Позже был распространён и на членов правящих династий в других странах, им были награждены два последних иранских шаха династии Каджар., император Германии и король Великобритании.
В других источниках упоминается около 50 награждений, в том числе за пределами круга королевских домов; так, например, орден получили Великий визирь Ахмед Тевфик-паша и хедив Египта.

## Описание награды
Орден представляет собой золотой овальный медальон с изображением тугры султана Абдулхамида II в центре, окаймлённый красным эмалевым кольцом с надписями "Allah'ın yön göstermesine dayanan Abdülhamid Han" («На Бога Всемогущего уповаю») и ниже "Osmanlı Devleti'nin Hükümdarı" («Правитель Османской империи»).
Вокруг медальона — тёмно-красное эмалевое кольцо с датами 699 год Хиджры (основание Османского халифата) и 1311 (учреждение ордена ), Медальон сверху обрамляет эмалевая имитация ленты, в нижней части аналогично исполненное изображение лавровых листьев. В верхней части - белые полумесяц со звездой. Орденская цепь состоит из основных красных эмалевых звеньев с изображением белых полумесяца и звезды и промежуточных малых звеньев с изображением шестиконечной звезды. Центральное звено, к которому крепится орден — с изображением медальона
Мужчины носили этот значок на красной ленте с белыми полосами, или (при других наградах) на цепи..

## Известные награждённые
- Абдул-Меджид II
- Османоглу, Ахмед Нихад
- Османоглу, Осман Фуад
- мушир Юсуф Иззеддин-эфенди
- Мохаммад Али-шах, шах Персии
- Султан Ахмад-шах, шах Персии
- Хедив Египта Аббас II Хильми (9 февраля 1895 года); позже также получил Высший Орден Почёта.
- Вильгельм II, германский император (30 ноября 1898); в 1917 году также получил Высший Орден Почёта.[6]
- Эдуард VII, король Великобритании
- Георг V, король Великобритании (14 марта 1912 года)